# 해남옥천중학교
해남옥천중학교는 전라남도 해남군 옥천면 영춘2길 20에 있던 공립 중학교이다.

## 학교 연혁
- 1971년 3월 10일 : 개교
- 2010년 2월 11일 : 마지막 졸업식 (졸업생 누계 5,867명)[1], 39년만에 폐교

## 폐교 이후
폐교 이후, 해남옥천중학교 부지는 현재 고구려대학교에서 사용하고 있다.